# El Espinal (Tolima)
El Espinal es un municipio colombiano ubicado en el departamento de Tolima, a 57,6 km de Ibagué, capital departamental; es el segundo municipio más poblado del departamento del Tolima y es conocido como la capital arrocera del centro del país.
Lo rodea los ríos Magdalena y Coello. La gran parte de la superficie es llana.
Espinal es conocido por la fabricación de instrumentos típicos, su gastronomía es famosa por los tamales y la lechona que son los platos típicos de la región; su extensión total: 231 km², extensión área urbana: 4,26 km², extensión área rural: 212,74 km².

## Historia

### Antiguos pobladores
En tiempos precolombinos los Pijaos poblaron esta región desde la Cordillera Central de los Andes entre los nevados del Huila, del Quindío y del Tolima, en el valle alto del río Magdalena y el Valle alto del río Cauca. Su linaje se remonta a 6000 a. C.

### Fundación
La fundación del municipio de El Espinal ocurre el 3 de abril de 1754, otorgándose la calificación de fundadores a los señores Antonio Vásquez Forero y Juan Manuel Moya, propietarios de la Hacienda Llano Grande. Cuatro años más tarde Don Pascual Aldana y Andagoya, fundó una pequeña población a orillas del río Coello a la que dio el nombre de Upito que pasó a ser cabecera de Llano Grande del Espinal en el año de 1776.
En 1781 los vecinos del Caserío de Upito, en razón de la distancia que los separaba del Llano Grande del Espinal, solicitaron a Antonio Caballero y Góngora, virrey de Nueva Granada la creación de su parroquia a la cual accedió decretando la construcción de la nueva iglesia en el sitio denominado El Espinal. Este hecho determinó el traslado de Upito a El Espinal el 3 de abril de 1783. 
El sacerdote Francisco Álvarez del Pino fue el primer párroco de la nueva iglesia de El Espinal a partir del 3 de abril de 1783, cargo que desempeñó hasta el 1 de abril de 1808. 

### SigloXIX
El Espinal fue capital de cantón y del departamento del centro hasta la expedición del Decreto Ejecutivo del 27 de octubre de 1880, en que se trasladó la capital al Guamo.
El doctor Juan Manuel Moya y El Capitán Antonio Vásquez mejoraron notablemente la hacienda y ubicaron la casona principal en el sitio que hoy ocupa el edificio de José Vicente Lara Barrero. En la esquina de la Plaza de Bolívar con carrera sexta. 
Algunos personajes latifundistas utilizaban muchos hombres en la adecuación de las tierras para la construcción de las primeras casonas, y diversos ranchos, pequeñas casas de vara en tierra y techos de palma, hasta lograr un poblado de una pequeña dimensión. En la época republicana sus moradores solían reunirse en la pequeña plaza, los domingos y festivos y, como católicos, empezaron a pedir a sus patrones y a los demás personajes la adecuación y la construcción de más iglesias.
El sacerdote fray Nicolás Guarín de la Zerda y Quintana estuvo rigiendo los destinos parroquiales hasta 1848. A este sacerdote se le atribuye la elaboración de planos y la construcción del templo. El Espinal fue sitio de empalme de los ferrocarriles que viajaban de Bogotá a Girardot, Neiva e Ibagué, circunstancia que hacía de la ciudad un centro de distribución para el transporte, ya que desde esa época disponía de una amplia red de vías de comunicación aérea y terrestre que la comunicaban con cualquier sitio o ciudad del país.

## Geografía

### Límites municipales
El espinal está delimitado por los siguientes municipios:
| Noroeste: Coello (Río Coello), San Luis | Norte: Flandes                 | Nordeste: Flandes               |
| Oeste: Guamo                            |                                | Este: Suárez (Río Magdalena)    |
| Suroeste: Guamo                         | Sur: Guamo (Quebrada el Eneal) | Sureste: Suárez (Río Magdalena) |

- Noroccidente. Con el municipio de Coello: desde la confluencia de la quebrada la Morena con el río Coello, lugar de concurso de los territorios de los Municipios de Flandes, Espinal y Coello, agua arriba hasta el sitio la Colorada donde enfrenta el cerro La Ventana al río Coello, lugar de concurso de los territorios de los municipios del Espinal, San Luis y Coello.
- Norte. Con el municipio de Flandes: Desde la confluencia del río Coello con la Quebrada La Morena sigue hasta encontrar el borde occidental del carreteable Chicoral - Flandes para luego encontrar el carreteable el Pital.

- Oriente. Con el municipio de Suárez: partiendo de la terminación del camino carreteable del Pital con el río Magdalena, se sigue el cauce del Magdalena, aguas arriba hasta donde desemboca la quebrada el Eneal.

- Sur. Con el municipio del Guamo: desde la desembocadura de la Quebrada Eneal hasta su nacimiento y de aquí en línea recta hasta el cerro La Ventana.

- Occidente. Con el municipio de San Luis: partiendo desde el cerro La Ventana se sigue en dirección general noroeste hasta su terminación en el río Coello

### Clima
El Espinal presenta dos estaciones de alguna manera llamadas así, pero su clima es cálido, llegando a casi a 40 grados a la sombra en tiempo de verano. 
En contraste con las temporadas más secas del año, que son entre enero a febrero y de julio a agosto, la niebla es poco frecuente.
- Temperatura Máxima Registrada: 44° grados Celsius
- Temperatura Máxima promedio: 32° grados Celsius
- Temperatura Mínima Promedio: 20° grados Celsius
- Temperatura Mínima Registrada: 17° grados Celsius

## División Político-Administrativa
Su cabecera municipal lleva por nombre simplemente Espinal.

### Corregimientos

El Espinal y sus veredas

El Espinal tiene bajo su jurisdicción 2 centros poblados, que en conjunto con otras veredas, constituye los siguientes corregimientos:
| Corregimiento | Centros Poblados           | Veredas                                                                                                  |
| I - Chicoral  | - Chicoral - San Francisco | San Francisco Centro, La Arenosa, Rincón de San Francisco, Trinidad.                                     |
| II            |                            | Agua Blanca Sector de la Dulce, Peladeros, Santa Ana, Patio Bonito, Pascual Aldana y Andagoya, Montalvo. |
| III           |                            | Agua Blanca Baja Sector La Morena, La Joya, Las Delicias, Agua Blanca Alta, Guayabal.                    |
| IV            |                            | Talura Puerto Peñon, Caimanera, Coyarco, Guadualejo.                                                     |
| V             |                            | Guasimal, Dindalito sector Sena, Dindalito Centro, Dindalito sector La Unión.                            |
| VI            |                            | Canastos, Cardenal, Sucre, Paso Ancho.                                                                   |

## Economía
Su economía se basa en la agricultura, sobre todo del arroz y otros productos como algodón, sorgo, soya, maíz y tabaco entre otros.
Además posee empresas de diferentes sectores entre ellos los Molinos, los cuales generan un alto porcentaje de empleo en la ciudad.

## Símbolos

### Himno
| Autor: Jaime Tello Quijano Letra: Música: Eleuterio Lozano Arce El valle del Espinal entre tres ríos y un cerro que es lecho del sol; Magdalena, Luisa y Coello y Carrasposo alzan su voz. |  | Su nombre es claro como el canto cristalino de un ruiseñor las palmas en abanico refrescan el rostro del sol la vida aquí es dura y ardiente como entrañas de pedernal y algo de moro y de Pijao integran tu alma, Espinal. |  | Dios bendijo a tu raza fuerte ardoroso, artista y viril Cómo podría ser de otro modo Si el sol ha nacido de ti. “Bis”. Calles rectas, blancas cabañas, palmas, acacias, algodón en flor, cuando mi espíritu os recuerda alzan su perfumada voz. |  | Amplia tierra franca y bravía, Símbolo de lo tropical; Mano abierta. Corazón noble: este es mi Espinal. |  |

## Gastronomía
Existen platos como el tamal espinaluno. Su envoltura es un trozo de hoja de mata de plátano; este envoltorio es rellenado con carne de cerdo (tocino y costilla), de pollo, huevo cocido (cocido en su cáscara), zanahoria, arveja seca amarilla, harina de maíz, papa y condimentado con una mezcla compuesta por un poco de pimienta, comino, ajo y pasta de caldo de gallina. Se suele acompañar con pan o arepa de maíz blanco.
También existe la lechona tolimense hecha en El Espinal. Se toma un cerdo, se le trata hasta dejar solo la piel (deshuesa y descarna) y se le rellena con pulpa de carne de cerdo, arveja seca, manteca de cerdo, todo adobado con cebolla "larga" (cebolla en rama o junco), sal, pimienta, ajo y comino. No lleva arroz. Por último, se asa a fuego lento en un horno artesanal atisado con leños, cocción que en su punto óptimo debe hacer que la piel quede tostada y crujiente. Se sirve el relleno con un trozo de piel y se acompaña con una porción de insulso. 
También está la gumarra, que es un sancocho de gallina criolla (gallina del campo), cocinado utilizando leña.
Entre las bebidas, se encuentra la avena; turistas de todas partes del país y del exterior visitan el municipio en cualquier época del año, a fin de degustar la avena espinaluna, la cual tiene una consistencia gruesa. Igualmente se produce la chicha de maíz, la cual se hace moliendo el maíz, mezclándolo con panela y dejándola fermentar.

## Ferias y fiestas
Las fiestas de San Pedro en El Espinal son consideradas unas de las más tradicionales de Colombia, donde se llevan a cabo grandes desfiles, bailes típicos, comparsas, corralejas, cabalgatas, variedad en gastronomía y bailes populares. Se lleva a cabo el reinado nacional de San Pedro en el Espinal donde se tiene gran participación de los departamentos de Colombia.
Ha dado aportes culturales a la región entregando un gran número de compositores y cantantes del folclor tolimense, siendo su aporte más importante el bunde tolimense compuesto por el maestro Alberto Castilla, himno del departamento del Tolima y el cual cuenta en el municipio con varios monumentos en su honor como La Tambora y el monumento alegórico al Bunde ubicado frente al parque Bolívar, antigua Caja Agraria, hoy Universidad Cooperativa de Colombia.
A finales de junio tienen lugar las tradicionales fiestas del San Pedro en El Espinal, las cuales llevan más de 100 años de historia y cada año reúnen a miles de turistas del interior del país.

## Medios de Comunicación

### Televisión abierta
La ciudad se emite un canal regional público, Canal Trece, En la ciudad se emiten los tres canales nacionales privados Canal 1, Caracol Televisión y Canal RCN y los dos canales nacionales públicos Canal Institucional y Señal Colombia.

### Televisión por suscripción
La ciudad cuenta con múltiples servicios de televisión satelital digital como DirecTV, Claro y Movistar y televisión digital por cable ofrecido por Claro, Tigo, Movistar que ofrece el servicio de televisión digital por red ADSL y GPON (IPTV), y análoga y digital por red bidireccional (HFC), el servicio de televisión digital virtual ofrecida por la red GPON (IPTV) de Claro, Movistar, Tigo y de pequeños sistemas de televisión por cable.

### Emisoras de radio
En El Espinal están establecidas todas las grandes cadenas radiales del país y sus distintas emisoras en AM, FM, y en TDT, en un 70 % de las emisoras de FM está disponible el servicio RDS.

### Periódicos
Cuenta con un Periódico independiente, el cual lleva el nombre de la ciudad "Periódico EL ESPINAL", esta en la web www.elespinal.com y redes sociales.

## Servicios públicos
- Energía Eléctrica: Celsia, es la empresa prestadora del servicio de energía eléctrica.
- Gas Natural: Alcanos de Colombia es la empresa distribuidora y comercializadora de gas natural en el municipio.